# Piersna
Piersna – wieś w Polsce, położona w województwie dolnośląskim, w powiecie głogowskim, w gminie Pęcław, w odległości 20 km na wschód od Głogowa.
W latach 1975–1998 wieś administracyjnie należała do województwa legnickiego.
| SIMC    | Nazwa   | Rodzaj     |
| ------- | ------- | ---------- |
| 0366280 | Kaczyce | przysiółek |

## Historia
Najstarsza wzmianka źródłowa o Pierśnie pochodzi z roku 1217, w związku z przynależnością do parafii w Ujeździe. Kolejny raz wieś (miejscowość) wymieniona została w bulli wystawionej przez papieża Innocentego IV, pochodzącej z 9 sierpnia 1245 jako Pesna. Miejscowość w tym czasie należała do klasztoru św. Wincentego we Wrocławiu. Stanowiła własność biskupstwa wrocławskiego (1245 r.), następnie była w posiadaniu kolegiaty głogowskiej (1255 r.). W roku 1683 Piersno należało już do dóbr miejskich Środy Śląskiej. W XIX wieku w miejscowości istniało dominum dworskie. Pierwotne, niemiecka nazwa wsi brzmiała Würchland, po czym została zmieniona na Pürschem i ta obowiązywała do roku 1945. Później (po roku 1945) funkcjonowała nazwa Poraszyn.

## Zabytki
Do wojewódzkiego rejestru zabytków wpisany jest obiekt:
- zabytkowy kościół filialny (parafia Rzeczyca) pod wezwaniem Nawiedzenia Matki Boskiej

Kościół w Piersnej został wzmiankowany jako parafialny już w XV wieku, prawdopodobnie z wykorzystaniem murów budowli wcześniejszej. 13 listopada 1635 r. w wyniku pożaru spłonął. Został odbudowany około 1656 r. W tym czasie zapewne zmieniono kształt otworów okiennych. Gotyckie okna zachowały się jedynie w wieży. Do jej budowy głazów narzutowych i żelaziaków. Budowa, zaopatrzona w filary przyporowe, nie jest przesklepiona. Na wieży znajduje się dzwon, pochodzący z 1601 r. Wnętrze obiektu jest bogato wyposażone w stylu późnego baroku i rokoko. Jedyna oskarpowana nawa przykryta jest sklepieniem kolebkowym z lunetami i wyposażona w elementy renesansowe z XVII wieku oraz rokokowe z II połowy XVIII wieku. Szczególnie cenną jest zachowana w głównym ołtarzu gotycka rzeźba Matki Boskiej z Dzieciątkiem, pochodząca prawdopodobnie z końca XIV wieku. Jest to najstarsza tego typu rzeźba na ziemi głogowskiej. Zakrystia pochodzi z przełomu XIX i XX wieku. W murach kościelnych zachowały się renesansowe i rokokowe nagrobki. W okresie reformacji kościół w Piersnej przejęli protestanci. 22 stycznia 1654 r. został ponownie przekazany katolikom. Przez kilka wieków był miejscem licznych pielgrzymek, które po przerwie (w czasie reformacji) wznowiono po 1688 r. Pielgrzymki ku czci Nawiedzenia Najświętszej Maryi Panny odbywały się co roku przez tydzień, od 2 do 9 lipca. Według danych kościelnych, w 1929 r. w Piersnej mieszkało 140 protestantów i 46 katolików. Znane jest nazwisko pastora w Pierśnie, którym był Karol Kleinert. W pobliżu kościoła znajduje się budynek dawnego zajazdu z I połowy XIX wieku. Obecnie jest zdewastowany. We wsi zachowały się zabudowania mieszkalne oraz gospodarcze z II połowy XIX wieku i początku XX wieku. Ponadto, do dzisiaj dotrwały zabudowania podworskie z końca XIX wieku. Około 1 km na południe przy drodze Piersna – Żabice ulokowane są zabudowania folwarczne z końca XIX wieku (Igłowice – Iglowitz, Roggenfelde Vorwerk). W XIX wieku w tych okolicach odnaleziono skarb – 10 dukatów zakopanych po 1776 r.